# Douglas A-26 Invader
Douglas A-26 Invader  var ett amerikanskt tvåmotorigt lätt bombplan och attackplan som utvecklades under andra världskriget. Det producerades av Douglas Aircraft och totalt 2 452 exemplar av A-26 tillverkades under åren 1942-1945. Mellan åren 1948 och 1965 var benämningen B-26 Invader, vilket skapade förväxlingar med den tidigare Martin B-26 Marauder. I samband med insatsen i Vietnamkriget återfick den benämningen A-26.

## Varianter
- A-26B version med nosparti i metall där sex och senare åtta .50 in (12.7 mm) Colt-Browning kulsprutor var installerade. Totalt tillverkades 1355 stycken vid Douglas fabriker i Long Beach, Kalifornia och Tulsa, Oklahoma.[1]
- A-26C version med glasnosparti utrustad med ett Norden bombsikte för precisionsbombningar på medelhög höjd. Från början hade A-26C  två .50 in (12.7 mm) Colt-Browning kulsprutor installerade i underdelen av nosen senare ersattes dessa av kulsprutekapslar under vingarna och därefter av kulsprutor installerade i vingarna. Totalt tillverkades 1091 stycken i Long Beach och Tulsa.[1]